# Nuncia ovata
Nuncia ovata is een hooiwagen uit de familie Triaenonychidae.